# Фэнтяньская клика
Фэнтяньская клика (от кит. упр. 奉天, пиньинь Fèngtiān, палл. Фэнтянь — старое название города Шэньян), северо-восточная группировка китайских милитаристов в период республиканского Китая.
Фэнтяньская клика была преобладающей силой в центральном правительстве в Пекине в 1924-1928 годах. Лидеры клики неоднократно возглавляли пекинское правительство. В правительстве клика боролась за влияние с Чжилийской кликой  и Аньхойской кликой, и это противостояние сопровождалось сложными интригами и военными столкновениями.

## История
Возглавлялась Чжан Цзолинем. Имела своей территориальной базой три маньчжурские Северо-Восточные провинции (Ляонин, Цзилинь и Хэйлунцзян). Была тесно связана с японцами. Играла значительную роль в политической жизни Китая в 1920-28 годах.

### Борьба против Аньхойской клики
В 1920 году Чжан Цзолинь поддержал армию чжилийской клики в Чжили-Аньхойской войне, которая закончилась полным разгромом Аньхойской клики. После победы представители Фэнтяньской клики вошли в Бэйянское правительство (совместно с чжилийской кликой).

### Противостояние сЧжилийской кликой
Первая Чжили-Фэнтяньская война в 1922 году закончилась поражением, и Чжан Цзолинь был лишён правительственных должностей и влияния.
После поражения Фэнтяньская клика стала серьёзно готовиться к войне. Вторая Чжили-Фэнтяньская война перешла в активную фазу 15 сентября 1924 года, и велась на два фронта. Война затягивалась, но 22 октября Фэн Юйсян неожиданно совершил Пекинский переворот, предав Чжилийскую клику, что предрешило её поражение к 7 ноября.

### Контроль над правительством 1924—1925
После второй Чжили-Фэнтяньской войны в ноябре 1924 года в Пекине было сформировано коалиционное правительство из Чжан Цзолиня (от Фэнтяньской клики), Фэн Юйсяна (от Народных армий) и Дуань Цижуя (от Аньхойской клики). Главой правительства стал Дуань Цижуй, но за ним не стояла реальная сила и он был скорее номинальной фигурой. Фэн Юйсян и Чжан Цзолинь состояли в постоянной конфронтации и искали способы вытеснить друг друга.
Чжан Цзолинь смог заключить сепаратное соглашение с У Пэйфу и чжилийскими генералами.
Фэн Юйсян опирался на Народные армии и занимал позицию, близкую к Гоминьдану и Сунь Ятсену.

### Анти-Фэнтяньская война
Народной Армии удалось захватить Пекин и оттеснить фэнтяньцев на северо-восток.
В октябре 1925 года Фэн Юйсяну удалось переманить на свою сторону генерала Го Сунлина из Фэнтяньской клики, который 22 ноября осадил Мукден. Против Народных армий поднялись объединённые силы фэнтяньцев и чжилийцев, 24 декабря Го Сунлин был убит, осада Мукдена была снята, а в январе Фэн Юйсян ушёл в отставку.
Народная Армия держала Пекин до апреля 1926 года. 20 апреля 1926 войска Чжан Сюэляна оккупировали Пекин, вслед за ними туда вошли войска У Пэйфу, город был разграблен.

### Контроль над правительством 1926—1928
В 1926—1928 Фэнтяньская клика снова держала под своим контролем Бэйянское правительство.
Совместное правительство с чжилийцами создать было очень трудно, и конфронтация продолжалась.
После нескольких недолговечных коалиционных кабинетов, Чжан Цзолинь был провозглашён президентом, и пробыл в должности до своей смерти в 1928 году в результате теракта (взрыва поезда Пекин — Шэньян) (см. Хуангутуньский инцидент). Материалы, опубликованные в 2001 году, показали, что операция по устранению Чжан Цзолиня была проведена советской разведкой, непосредственным организатором был Н. И. Эйтингон (впоследствии — генерал-майор МГБ) совместно с резидентом разведупра РККА в Шанхае Х. Салнынем. После смерти Чжан Цзолиня командование его войсками и власть над Маньчжурией унаследовал его сын Чжан Сюэлян.
В июне 1928 Фэнтяньская клика признала власть гоминьдановского правительства.
Фэнтяньская клика обладала сравнительно новым вооружением (например, в войсках Чжан Цзолиня на вооружении стоял танк Рено FT-17).